# The Kids Are Alright (série de televisão)
The Kids Are Alright é uma série de televisão de sitcom americana que estreou em 16 de outubro de 2018 na ABC. "The Kids Are Alright" é uma comédia de câmera única sobre uma família católica de descendência irlandesa no subúrbio de Los Angeles por volta de 1972, navegando pelos julgamentos e atribulações da época.

## Elenco e personagens

### Principal
- Michael Cudlitz como Mike Cleary[2]
- Mary McCormack como Peggy Cleary[3]
- Sam Straley como Lawrence Cleary[4]
- Caleb Martin Foote como Eddie Cleary[5]
- Sawyer Barth como Frank Cleary[6]
- Christopher Paul Richards como Joey Cleary[5]
- Jack Gore como Timmy Cleary[5]
- Andy Walken como William Cleary
- Santino Barnard como Pat Cleary

### Convidado
- Paul Dooley como Fr. Dune
- Kennedy Lea Slocum como Wendi

## Episódios
| N.º | Título            | Dirigido por    | Escrito por                   | Exibição original      | Cód. de produção | Audiência (milhões) |
| --- | ----------------- | --------------- | ----------------------------- | ---------------------- | ---------------- | ------------------- |
| 1   | "Pilot"           | Randall Einhorn | Tim Doyle                     | 16 de outubro de 2018  | 101              | 6.52                |
| 2   | "Timmy's Poem"    | Randall Einhorn | Lisa K. Nelson                | 23 de outubro de 2018  | 102              | ASD                 |
| 3   | "Microwave"       | Randall Einhorn | Rob Ulin                      | 30 de outubro de 2018  | 104              | 5.39                |
| 4   | "Peggy's Day Out" | Matt Sohn       | Tom Hertz                     | 13 de novembro de 2018 | 105              | 4.60                |
| 5   | "Boxing"          | Randall Einhorn | Jim Brandon & Brian Singleton | 20 de novembro de 2018 | 103              | 4.22                |

## Produção

### Filmagens
Tim Doyle criou a série; Ele cresceu em uma família católica irlandesa em Glendale, Califórnia, na década de 1970, perto de Los Angeles, tornando o programa semi-autobiográfico.
Em fevereiro de 2018, Randall Einhorn assinou contrato para dirigir e produzir o piloto.

### Música
Siddhartha Khosla serve como o principal compositor da série.